# Chi? (programma televisivo)
Chi?, sottotitolo Giallo-quiz abbinato alla Lotteria Italia, era un programma televisivo di intrattenimento, trasmesso dal 3 ottobre 1976 al 6 gennaio 1977 sulla Rete 1, condotto da Pippo Baudo con la valletta Elisabetta Virgili.

Come il precedente Un colpo di fortuna andava in onda alle 17:00 della domenica, con un'anteprima alle 14:10 per la presentazione dei concorrenti.

La puntata del 3 ottobre 1976 era una sorta di numero zero, con lo scopo di illustrare le regole del gioco.
È stato l'ultimo programma della Lotteria Italia trasmesso in bianco e nero.

## Il programma
La gara, trasmessa dagli studi della Fiera di Milano, era suddivisa in due fasi.

Nella prima parte tre concorrenti dovevano rispondere a tre diversi tipi di domande (ricordare i dettagli di tre fotografie, comporre parole con un determinato numero di lettere, identificare tre persone della cronaca).

La seconda parte era costituita da un telefilm del genere giallo, della durata di 30 minuti, che veniva interrotto prima di rivelare il colpevole mentre i concorrenti dovevano consegnare la risposta in una cassetta provvista di segnatempo. Anche i telespettatori potevano partecipare inviando la cartolina della lotteria. La domenica successiva, nel corso dell'anteprima delle 14:10, venivano trasmessi gli ultimi minuti del giallo e proclamato il vincitore del gioco.

Tra la prima e la seconda parte entrava in scena un ospite del mondo dello spettacolo (Macario nella serata finale).
I cast degli sceneggiati erano formati da due distinte compagnie che si alternavano. La prima compagnia era composta da 7 attori più Alberto Lupo nella parte del commissario Serra, autori Mario Casacci e Alberto Ciambricco, regia di Giancarlo Nicotra. La seconda era composta da 7 attori più Nino Castelnuovo nella parte del commissario Cremonesi, autori Massimo Felisatti e Fabio Pittorru, regia di Guido Stagnaro.

Nella serata finale del 6 gennaio 1977, un cast di 16 attori (compresi i due "commissari" Lupo e Castelnuovo) partecipava all'ultimo giallo della serie, Stasera alle undici, della durata di 50 minuti, scritto da Mario Casacci e Alberto Ciambricco, diretto da Giancarlo Nicotra.
La sigla iniziale, Primo amore, di Franco Migliacci, era cantata da Elisabetta Virgili. La sigla dei gialli, derivata da Giovanni Paisiello e composta da Caruso-Baudo, era eseguita dai Goblin. La sigla di chiusura era The trap, composta da Pippo Caruso ed eseguita dallo stesso con la Blue Sensations Orchestra.
Oltre al programma vero e proprio (che iniziava alle 17:00) ne andava in onda anche una breve anteprima alle 14:30, quest'ultima introdotta dalla sigla Johnny Bassotto, cantata da Lino Toffolo con disegni animati di Bruno Bozzetto, scritta da Bruno Lauzi e Pippo Baudo e musicata da Pippo Caruso, che ottenne un grande successo di vendite, arrivando fino alla prima posizione della hit-parade dei 45 giri più venduti in Italia di quel periodo.

## I telefilm
1. Cronaca di un omicidio (Casacci e Ciambricco), 10 ottobre 1976
2. Un covo di vipere (Felisatti e Pittorru), 17 ottobre 1976
3. Chi parte non torna (Casacci e Ciambricco), 24 ottobre 1976
4. Imputazione: duplice omicidio (Felisatti e Pittorru), 31 ottobre 1976
5. Un cioccolatino in più (Casacci e Ciambricco), 7 novembre 1976
6. Reo confesso (Felisatti e Pittorru), 14 novembre 1976
7. Caccia al testimone (Casacci e Ciambricco), 21 novembre 1976
8. Un caso di spionaggio industriale (Felisatti e Pittorru), 28 novembre 1976
9. Segreto per due (Casacci e Ciambricco), 5 dicembre 1976
10. Un delitto troppo perfetto (Felisatti e Pittorru), 12 dicembre 1976
11. Tutto in silenzio (Casacci e Ciambricco), 19 dicembre 1976
12. Non fidarsi è meglio (Felisatti e Pittorru), 26 dicembre 1976
13. Stasera alle undici (Casacci e Ciambricco), 6 gennaio 1977

### Il cast dei telefilm[2]
- Alberto Lupo: commissario Serra (7 episodi)
- Nino Castelnuovo: commissario Cremonesi (7 episodi)
- Valeria Fabrizi (5 episodi)
- Laura Belli (5 episodi)
- Claudia Giannotti (4 episodi)
- Carlo Simoni (4 episodi)
- Luciano Melani (4 episodi)
- Walter Maestosi: Altieri (3 episodi)
- Sergio Reggi: Foschi (3 episodi)
- Carlo Valli: (5 episodi)
- Maurizio Micheli: brigadiere Franceschi (3 episodi)
- Mario Valdemarin: ispettore Corrieri (3 episodi)
- Daniela Nobili: Ottavia (2 episodi)
- Emilio Bonucci: vicecommissario De Felice (2 episodi)
- Silvana Panfili: Eloisa Convalli (2 episodi)
- Mauro Di Francesco: poliziotto (1 episodio)
- Gerardo Amato (1 episodio)
- Carlo Bagno (1 episodio)
- Elisabetta Carta (1 episodio)
- Renata Rainieri (1 episodio)
- Ezio Sancrotti (1 episodio)
- Mimmo Craig (1 episodio)